# Clione antarctica
Clione antarctica är en snäckart som först beskrevs av Smith 1902.  Clione antarctica ingår i släktet Clione och familjen Clionidae. Inga underarter finns listade i Catalogue of Life.